# Jaume II d'Escòcia
Jaume II d'Escòcia (16 d'octubre de 1430 - 3 d'agost de 1460) fou rei d'Escòcia, fill i successor de Jaume I d'Escòcia i de Joan Beaufort, filla del comte de Somerset.
Tingué una minoria d'edat molt agitada, amb els regents William Crichton i Alexander Livingstone, que es va veure marcada per l'execució el 1440 de William i David Douglas per Crichton, que després fou declarat proscrit per Livingston i William Douglas, nomenats lloctinents del regne. El 1444 es formà una lliga entre William Douglas, comte de Crawford, i John, comte de Ross i senyor de les illes, però el 1452 fou mort pel rei i el 1455 va exiliar el seu fill James a Anglaterra i n'expropià les possessions.
Va traslladar definitivament la capital escocesa de Perth a Edimburg i el 1450 fundaria una nova universitat a Glasgow sota el patrocini del canceller James Kennedy, bisbe de Saint Andrew. Alhora, el Parlament escocès fou complementat per institucions com el Consell General i la Convention of Estates, parlamentaris sense poders judicials. El 1448 va vèncer els anglesos a Sark. Alhora, va donar suport als nobles anglesos de la casa de Lancaster contra la casa rival de York en la Guerra de les Dues Roses, la qual cosa fou causa de la seva mort per una canonada en el setge de Roxburgh, feu dels Douglas, el 1460.
El 1449 es va casar amb Maria de Gelderland.